# ISO 3166-2:GI
ISO 3166-2:GI é a entrada para Gibraltar no ISO 3166-2, parte do ISO 3166 padrão publicado pelo Organização Internacional de Normalização (ISO), que  define códigos para os nomes das principais subdivisões (ex., províncias ou estados) de todos os países codificados no ISO 3166-1.

Atualmente, não há códigos ISO 3166-2 definidos na entrada para Gibraltar. O território não tem subdivisões definidas.
Gibraltar recebe oficialmente o código ISO 3166-1 alfa-2 GI.